# 張汝梅
張汝梅（？—1902年），河南開封府密縣（今河南省密縣）人，清朝政治人物。
監生出身，光緒六年，授雲騎尉。光緒十五年，任廣西右江道。光緒十七年，任山西按察使；署山西布政使。光緒二十一年，任陝西布政使。次年護理陝西巡撫。光緒二十三年，任山東巡撫。